# Balaenifrons
Balaenifrons là một chi bướm đêm thuộc họ Crambidae.